# Kelvedon Hatch
Kelvedon Hatch er en landsby i Essex, England med 2.563 indbyggere. Byen er kendt siden middelalderen, og den har indtil midten af det 20. århundrede haft landbrug som sin hovedindtægtskilde. I nutiden er den dog mest en soveby, hvor de fleste indbyggere tager til større byer for at arbejde.
Kelvedon Hatch er kendt for at have en stor atomvåbensikrede bunker fra den kolde krig, Kelvedon Hatch Secret Nuclear Bunker, der blev bygget i begyndelsen af 1950'erne. Bunkeren er nu åben for offentligheden og er byens største turistattraktion.
51°39′48″N 0°16′42″Ø / 51.6633°N 0.2783°Ø